# Péter Vörös
Péter Vörös (* 3. April 1966; † 11. April 2020) war ein slowakischer Historiker und Politiker.

## Leben
Vörös wuchs in Gbelce auf und machte sein Abitur in Komárno. Danach absolvierte er ein Studium im Geisteswissenschaftlichen Fachbereich der Comenius-Universität Bratislava, das er 1993 mit dem Diplom in ungarischer Geschichte abschloss.
Er nahm 1989 aktiv an den Ereignissen des Regimewechsels teil, leitete den Attila-József-Jugendklub und war 
einer der Gründer des Studentennetzwerks Diákhálózat. Von ihrer Gründung an war er Mitglied der Unabhängigen Ungarischen Initiative (Független Magyar Kezdeményezés) und wurde dann Vizepräsident der Ungarischen Bürgerpartei (Magyar Polgári Párt).
Nach der Gründung der Partei der ungarischen Koalition 1998 wurde Vörös auf Vorschlag des Parteivorsitzenden Béla Bugár zum Zentralsekretär der Partei gewählt und hatte diese Position bis 2007 inne. Als es 2009 zu Differenzen mit der neuen Führung der Partei kam, verließen Béla Bugár, Gábor Gál, Tibor Bastrnák, László Gyurovszky, Zsolt Simon und Elemér Jakab die Partei und gründeten zusammen mit Péter Vörös die Partei Most–Híd. Nach dem erfolgreichen Abschneiden der Partei bei der Nationalratswahl in der Slowakei 2010 wurde er Abgeordneter im Parlament. Nach dem Ende der Regierung Radičová verließ er das Parlament. Als József Nagy für die Partei Most-Híd durch die Wahlen zum Europäischen Parlament 2014 Mitglied des Europäischen Parlaments wurde, zog Vörös als sein Nachfolger wieder in das slowakische Parlament ein.
Lange Zeit hatte er gefordert, dass die ungarischen Parteien in der Slowakei zusammenarbeiten und auf einer Liste bei Wahlen antreten sollten und war davon überzeugt, dass sie nur so erfolgreich sein könnten. Als im Oktober 2019 endgültig klar wurde, dass es keine einheitliche ungarische Liste bei der Nationalratswahl in der Slowakei 2020 geben würde, beschloss er, nicht mehr für die Wahl zu kandidieren. Seine Amtszeit als Abgeordneter im slowakischen Parlament endete im Februar 2020.
Ein Schwerpunkt seiner politischen Arbeit war die Bildungspolitik. So ist sein Name verbunden mit der Gesetzesänderung zur Rettung ungarischer Kleinschulen in der Slowakei, die 2016 vom Parlament mit verfassungsmäßiger Mehrheit angenommen wurde. Er setzte sich beharrlich für die Stärkung der finanziellen Situation der ungarischen Schulen ein und konnte die Einführung einer höheren Mitarbeiterzahl für ungarische Schulen in der Slowakei durchsetzen.